# ГЕС Ямаґуті/ГЕС Сідзумо
ГЕС Ямаґуті (яп. 山口発電所, Ямаґучі хацуденшьо, Гепберн: Yamaguchi hatsudensho)/ГЕС Сідзумо (яп. 賤母発電所, Шідзумо хацуденшьо, Гепберн: Shizumo hatsudensho) — гідроенергетичний комплекс в Японії на острові Хонсю. Знаходячись між ГЕС Йомакікі (вище по течії) та ГЕС Очіай/Шін-Очіай (36,6 МВт), входить до складу каскаду у сточищі річки Кісо, яка за десяток кілометрів на захід від Нагої впадає до затоки Ісе (Внутрішнє Японське море).

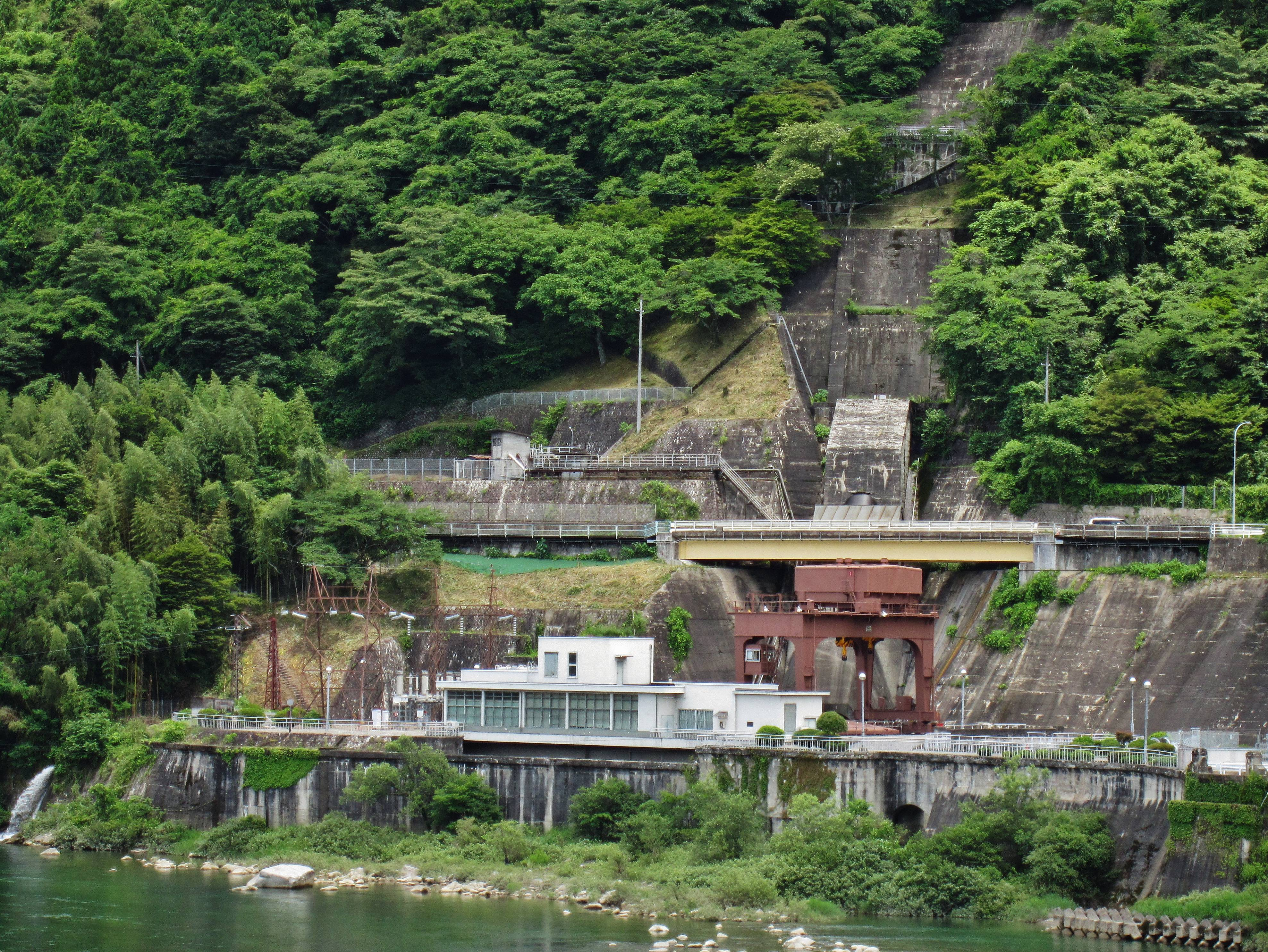
Машинний зал станції Ямаґуті

В кінці 1910-х на Кісо звели невелику греблю висотою 7 метрів та довжиною 105 метрів, від якої по лівобережжю проклали дериваційний тунель довжиною 4,8 км. Він живив гідроелектростанцію Сідзумо, на якій первісно встановили три турбіни типу Френсіс потужністю по 4,2 МВт. За три роки до них додали ще одну турбіну того ж типу з показником 2,1 МВт, а у 1935-му потужність гідроагрегатів збільшили  до 5,1 МВт (№ 1-3) та 2,35 МВт (№ 4), при цьому загальна номінальна потужність станції рахується як 16,3 МВт. Більш потужні турбіни використовують напір у 46,4 метра, тоді як агрегат № 4 має цей показник на рівні 49,7 метра. Станція виробляє 62 млн кВт-год електроенергії на рік.
За чотири десятиріччя по запуску ГЕС Сідзумо — в 1955—1957 роках — нижче від старої звели нову бетонну гравітаційну греблю Ямаґуті висотою 39 метрів та довжиною 181 метр, яка потребувала 61тис м3 матеріалу. Вона утримує водойму з площею поверхні 0,31 км2 і об'ємом 3,5 млн м3 (корисний об'єм 1,3 млн м3). Станцію Сідзумо перевели на живлення від нової водойми, при цьому її підвідний дериваційний тунель скоротився до 2,9 км. Він має перетин 5,2х5,5 метра та по завершенні переходить у чотири напірні водоводи довжиною по 0,2 км. В системі також працює вирівнювальний резервуар відкритого типу з розмірами басейну 86х20 метрів при глибині 7 метрів.
У комплексі з новою греблею звели ГЕС Ямаґуті, машинний зал якої знаходиться дещо нижче по течії за аналогічну споруду станції Сідзумо. Ресурс до нього подається по тунелю довжиною 3,1 км з перетином 5,9х5,9 метра, який переходить у напірний водовід довжиною 0,1 км зі спадаючим діаметром від 5,9 до 3,9 метра. У складі цієї системи працює вирівнювальний резервуар шахтного типу висотою 30 метра з діаметром 19 метрів. ГЕС Ямаґуті обладнана однією турбіною типу Френсіс потужністю 45 МВт (номінальна потужність станції рахується як 42 МВт), яка використовує напір у 62,4 метра. Відпрацьована вода потрапляє назад до Кісо по відвідному тунелю довжиною 1,9 км з перетином 5,7х5,7 метра.